# Ilya Kharun
Ilya Kharun (n. 7 februarie 2005, Montréal, provincia Québec, Canada) este un înotător canadian, medaliat olimpic. A participat la 1 ediție a Jocurilor Olimpice (2024) în care a câștigat 2 medalii de bronz.